# Jakob Bruderer (Politiker, 1821)
Jakob Bruderer (* 1. Jänner 1821 in Trogen; † 27. September 1884 in St. Gallen; heimatberechtigt in Trogen) war ein Schweizer Unternehmer, Politiker und Offizier aus dem Kanton Appenzell Ausserrhoden.

## Leben
Jakob Bruderer war der Sohn von Johann Conrad Bruderer, Stickereifabrikant, eidgenössischer Oberstleutnant und ausserrhodischer Landeszeugherr und dessen Ehefrau Elsbeth, geb. Jakob.
Er besuchte die Kantonsschule Trogen. Nach dem Schulbesuch erhielt er eine kaufmännische Ausbildung in Genf und im väterlichen Handelshaus, bevor er dieses ab 1841 in St. Gallen weiterführte.
Er war ein einflussreicher freisinniger Politiker der sowohl im Gemeinderat von St. Gallen als auch im Grossrat vertreten war. Weiterhin war er als Bezirksrichter tätig und von 1851 bis 1859 und von 1862 bis 1873 als Oberst im eidgenössischen Generalstab; in dieser Zeit war er auch von 1870 bis 1873 Kommandant der Infanteriebrigade 19. Als 1866 die schweizerische Armee umgestaltet und neu bewaffnet wurde, war er massgeblich daran beteiligt.
Darüber hinaus war er ein grosser Förderer des Schiesswesens.
Jakob Bruderer war verheiratet mit Maria Katharina, Tochter von Salomon Heim.